# Silvio Herklotz
Silvio Herklotz (Berlijn, 6 mei 1994) is een Duits voormalig wielrenner. Hij werd in Duitsland verkozen tot Junior van het Jaar 2011.. Door ziekte beëindigde hij zijn loopbaan in 2018.

## Resultaten in voornaamste wedstrijden
| Jaar | Ronde van Italië | Ronde van Frankrijk | Ronde van Spanje |
| ---- | ---------------- | ------------------- | ---------------- |
| 2016 |                  |                     | opgave           |
| 2017 |                  |                     |                  |

| Jaar | Ronde van Lombardije | Parijs-Tours |  | Wereldranglijsten |
| ---- | -------------------- | ------------ |  | ----------------- |
| 2016 |                      | 46e          |  |                   |
| 2017 | opgave               |              |  | 321e (UWT)        |

## Ploegen
- 2013 –  Team Stölting
- 2014 –  Team Stölting
- 2015 –  Team Stölting
- 2016 –  Bora-Argon 18
- 2017 –  BORA-hansgrohe
- 2018 –  Burgos-BH

Archbold · Bárta · Bauhaus · Benedetti · Bennett · Buchmann · Dempster · Herklotz · Huzarski · Konrad · Matzka · Mendes · Mühlberger · Nerz · Pfingsten · Pöstlberger · Schillinger · Schwarzmann · Selig · Thwaites · Voss
Ackermann · Archbold · Bárta · Baška · Benedetti · Bennett · Bodnar · Buchmann · Burghardt · Herklotz · Kolář · König · Konrad · Majka · McCarthy · Mendes · Mühlberger · Pelucchi · Pfingsten · Poljański · Pöstlberger · J. Sagan · P. Sagan    · Saramotins · Schillinger · Schwarzmann · Selig
Cabedo · Cubero · Ezquerra · González · Herklotz · Langellotti · López · Mamykin · Mendes · Merino · Mitri · Robredo · Rubio · Salas · Sessler · Simón · Torres